# 斉藤信幸
斉藤 信幸（さいとう のぶゆき、1947年11月16日 - ）は、日本の映画監督。福井県出身。日本映画監督協会の理事。

## 来歴・人物
1972年に日活撮影所の契約助監督を経て、1973年に社員助監督となり、鈴木清順、澤田幸弘、曽根中生らに師事。
1978年、「高校エマニエル 濡れた土曜日」で監督デビュー。
以後、ほぼ年1ペースで作品を撮りながら、プロデューサー・脚本家としても活躍。「スケバンマフィア 恥辱」「黒い下着の女」「人妻暴行マンション」など、日活ロマンポルノを代表する作品を手掛ける。
1987年、斉藤水丸名義で監督した「母娘監禁 牝」が同年の「第2回にっかつロマン大賞」作品賞を受賞した。以降、テレビドラマの演出を数多く手掛ける。日本映画学校、日活芸術学院の講師を務め、映画業界を目指す若者を育てている。

## 主な監督作品
- 高校エマニエル 濡れた土曜日（1978年）
- 昼下りの女 挑発!!（1979年）
- スケバンマフィア 恥辱 （1980年）
- 未亡人の寝室 （1981年）
- 黒い下着の女（1982年）
- 襲われる女教師（1983年）
- 女子大寮VS看護婦学園寮 （1984年）
- 未熟な下半身 （1984年）
- 人妻暴行マンション（1985年）
- 母娘監禁 牝（1987年）
- 獣のように 完結篇（1992年）（Vシネマ）
- XX ダブルエックス しなやかな美獣（1997年）（Vシネマ）

## 主な脚本作品
- SEX野郎 （秘）移動売春（1976年）
- 暴行!（1976年）
- 絶頂の女 （1976年）
- 卒業五分前 群姦 リンチ （1977年）
- 襲え!（1978年）
- クライマックス・レイプ 剥ぐ!（1979年）
- レイプハンター 狙われた女 （1980年）
- スケバンマフィア 恥辱 （1980年）
- 未熟な下半身（1984年）
- 人妻暴行マンション （1985年）
- スキンレスナイト （1991年）
- 獣のように 完結篇（1992年）（Vシネマ）
- 狼たちの賭け JACK　KNIFE （1993年）（Vシネマ）
- XX ダブルエックス しなやかな美獣（1997年）（Vシネマ）

## 舞台演出
- 派遣調査員　健太とひろし（2006年）
- チワワにかまれた夜（2006年）
- 映画青年銀二のカメハメハ大王 （2006年）